# إرنست ويذرز
إرنست ويذرز (بالإنجليزية: Ernest Withers)‏ هو صحفي وفنان ومصور أمريكي، ولد في 7 أغسطس 1922 في ممفيس في الولايات المتحدة، وتوفي بنفس المكان في 15 أكتوبر 2007 بسبب سكتة.